# Temple de Khnum (Elefantina)
El temple de Knum o Khnum és un temple egipci a l'illa Elefantina, al costat d'Assuan.
Fou dedicat a la dea Khnum i actualment està en ruïnes. Seria construït per encàrrec de la reina Hatshepsut, i va ser restaurat per Ramsès II. A la zona del temple hi ha restes gregues i romanes.